# 松戸市立馬橋小学校
松戸市立馬橋小学校（まつどしりつまばししょうがっこう、英: Matsudo municipal - Mabashi elementary school）は、千葉県松戸市西馬橋一丁目にある市立小学校。通称は「馬小（まばしょう、うましょう）」。

## 沿革
- 1874年（明治7年）
  - 6月15日 - 馬橋村中根寺境内に馬橋尋常小学校創設[1]
  - 7月 - 九郎左右衛門新田金蔵寺境内に六和尋常小学校創設
- 1915年（大正4年）4月 - 馬橋尋常小学校に高等科を新たに併設
- 1930年（昭和3年）3月31日 - 馬橋校と六和校合併、馬橋尋常小学校となる
- 1935年（昭和8年）- 現在地に移転
- 1941年（昭和16年）4月1日 - 馬橋国民学校に改称
- 1943年（昭和18年）4月1日 - 松戸市制施行、松戸市立馬橋国民学校に改称
- 1947年（昭和22年）4月 - 国民学校令廃止により、松戸市立馬橋小学校に改称
- 1954年（昭和29年）11月18日 - 
  - 創立80周年記念式典挙行
  - 校歌制定
  - 校旗新調
- 1964年（昭和39年）11月1日 - 創立90周年記念式典挙行
- 1969年（昭和44年）7月15日 - プール完成
- 1971年（昭和46年）
  - 3月 - 体育館完成
  - 4月 - 松戸市立八ヶ崎小学校、松戸市立古ヶ崎小学校分離
- 1973年（昭和48年）11月 - 創立110周年記念式典挙行
- 1975年（昭和50年）4月 - 松戸市立旭町小学校、松戸市立馬橋北小学校分離
- 1978年（昭和53年）4月1日 - 松戸市立新松戸南小学校分離
- 1983年（昭和58年）
  - 4月 - 松戸市立幸谷小学校分離
  - 6月16日 - 創立11周年記念式典挙行
- 1988年（昭和63年）
  - 1月8日 - コンピューター46台（児童用44、教師用2）設置
  - 6月11日 - 創立115周年記念式典挙行
- 1993年（平成5年）11月5日 - 創立120周年記念式典挙行
- 2000年（平成12年）9月15日 - なでしこふれあいルーム（教育相談室）完成
- 2003年（平成15年）6月13日 - 創立130周年記念式典挙行
- 2013年（平成25年）6月17日 - 創立140周年記念式典挙行
- 2018年（平成30年）11月2日 - 創立145周年記念航空写真撮影

## 校歌
松戸市立馬橋小学校校歌
- 作詞 - 陸奥悠紀夫
- 作曲 - 平井康三郎
- 補作 - 勝承夫

## 教育目標
以下の教育目標が掲げられている。

## 通学区域
学区は、松戸市教育委員会ウェブサイト（2017年4月3日最終更新）に依った。
全域が学区となる地域
中根長津町
西馬橋1丁目, 3丁目
西馬橋相川町
西馬橋蔵元町
西馬橋幸町
一部区画が学区となる地域
新作地区
中根地区
馬橋地区

## 学区内の主な施設
- 松戸警察署馬橋西交番
- 松戸市消防局馬橋消防署
- 馬橋郵便局

## 著名な出身者
- 松井珠己（バレーボール選手：デンソー・エアリービーズ）※日本代表

## 交通
JR常磐線の馬橋駅で下車する。駅から小学校までは徒歩10分程度である。